# Празький цвинтар (роман)
«Пра́зький цви́нтар» (італ. Il cimitero di Praga) — шостий роман італійського письменника та філософа Умберто Еко, опублікований 29 жовтня 2010 року в італійському видавництві Бомп'яні. Головний персонаж роману — капітан Сімоне Сімоніні, цинічний фальсифікатор, авантюрист і таємний агент, покликаний розслідувати вбивства та політичні інтриги, які впливають на майбутнє Європи. Дія роману відбувається в XIX столітті в Парижі, Турині та Палермо. Основні теми, розглянуті в романі: теорія змови, масонство і палладизм (поклоніння дияволу)

## Історична точність
Як стверджує Умберто Еко: «…персонажі цього роману невигадані. Усі вони, за винятком головного персонажа Сімоне Сімоніні, жили в реальному житті, в тому числі його дід, автор таємничого повідомлення абату Баруелло, що дало початок сучасному антисемітизму».
XIX століття було сповнене жахливих і таємничих подій — загадкова смерть Іпполіто Ньєво, підробка Протоколів сіонських мудреців, які надихнули Адольфа Гітлера на винищення євреїв, справа Дрейфуса, нескінченні інтриги таємної поліції різних країн, масони, єзуїти та багато інших подій, автентичність яких залишається під сумнівом; при цьому вони слугують темою для фейлетонів вже 150 років.
Інші приклади невигаданих персонажів роману: Зиґмунд Фройд, Лео Таксіль і Діана Воґан.

## Сюжет

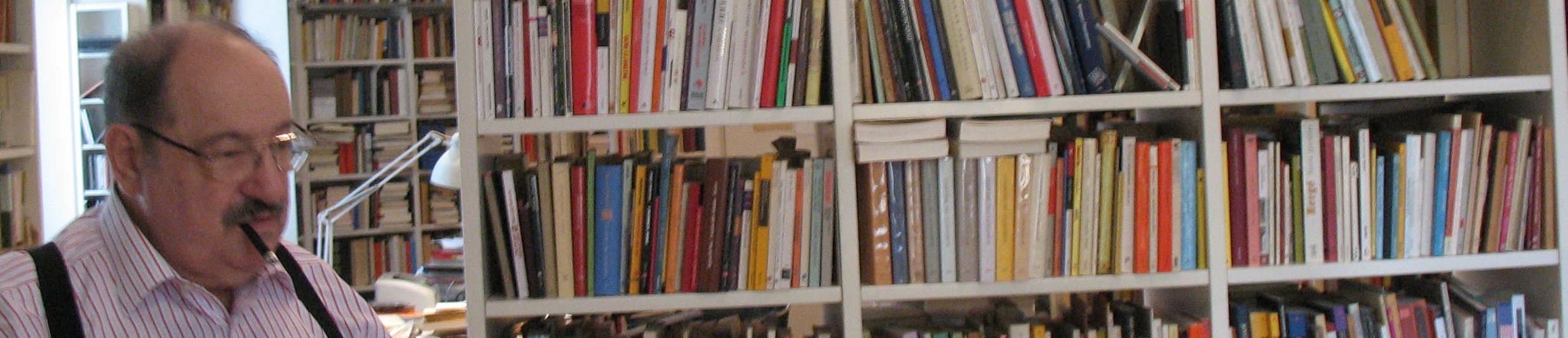
Умберто Еко

Париж, 1897 рік. Фальсифікатор і таємний агент Сімоне Сімоніні на схилі літ у своєму помешканні, розташованому над власним магазином вживаного мотлоху (який використовує як прикриття), робить записи в щоденнику про події свого життя. Він сподівається таким чином повернути деякі спогади, втрачені через амнезію. Інший персонаж — абат Далла Піккола — живе поруч в сусідньому помешканні і, незрозуміло звідки, він багато знає про життя Сімоніні, втручається в нотатки хроніки Сімоне зі своїми зауваженнями. Дописи чергуються з основним текстом таким чином, що здається, їх написала одна і та ж людина (читача вводить в оману криза ідентичності Сімоніні). Після перепрочитання написаної біографії Сімоне бачить ці невідповідності, які змушують його замислитись. Третій голос — від оповідача.
Сімоне Сімоніні згадує факти свого життя: народився в П'ємонті, дуже рано втратив матір. Дід Джованні Баттіста Сімоніні взяв його на виховання в Турин, тому що його батько-карбонарій часто подорожував, займався організацією масових заворушень (помер у 1849 році під час оборони Римської республіки). На відміну від свого сина, Джованні Баттіста був глибоко реакційним і нетерпимим. Від діда Сімоне успадкував ненависть до євреїв. Ім'я головного персонажа було обране його дідом у пам'ять про Сан Сімоніно — дитину, яку, згідно з легендою, було принесено в жертву євреями в Тренто в XV ст. Сімоне зростає в похмурому та гнітючому середовищі під наглядом викладачів-єзуїтів, запрошених його дідом, серед яких — отець Берґамаскі, що виростив у Сімоне нечутливість, людиноненависництво, хворобливі примхи, одержиме жіноненависництво. На противагу отриманому жорсткому вихованню Сімоне відчуває зневагу до релігії і пристрасть до читання романів-фейлетонів письменників Ежена Сю та Александра Дюма, особливо — роман «Джузеппе Бальзамо» з таким персонажем як Каліостро.
Після смерті діда в 1855 році Сімоне виявляє, що його спадщина обтяжена багатьма боргами. Закінчивши правничі курси, потрапляє на роботу до нотаріуса Ребауденґо (а саме його Сімоніно звинувачує в незаконному привласненні спадщини свого діда). Нотаріус вчить його фальсифікувати документи і Сімоне швидко схоплює це «мистецтво», тим самим привертаючи увагу савойської секретної служби. Ставши шпигуном, Сімоніні відправляється на Сицилію за Тисячею Ґарібальді, де знайомиться з письменником Іпполіто Нієво, скарбником і лейтенантом армії добровольців. Сімоніні завойовує його довіру, щоб за наказом савойської таємної служби заволодіти бухгалтерськими документами, які той зберігав, і знищити їх. Для того, щоб позбутися цих документів, Сімоніні провокує загибель корабля, на якому подорожує Нієво, а також його смерть.
Щойно повернувшись в Торіно, Сімоніні отримує вказівку таємних служб їхати до Парижа працювати на французьку контррозвідку. В цей час він, натхненний романами Александра Дюма та Ежена Сю, фабрикує фіктивний документ, спрямований в першу чергу на дискредитацію єзуїтів, а згодом — і євреїв, в якому нібито описана таємна нічна зустріч головних рабинів з різних єврейських громад Європи на старому єврейському кладовищі в Празі, де вони нібито обговорюють свої плани завоювання світу і знищення християнства. Додатковий матеріал, який він використовує при підробці тексту, Сімоніні просто поцупив з книги-протесту проти Наполеона III «Діалоги в пеклі між Мак'явеллі та Монтеск'є», написаної журналістом Морісом Жолі, з яким знайомиться у в'язниці, куди Сімоніні був «підселений» французьким урядом, щоб шпигувати за цим журналістом і підтвердити його небезпечність, а потім — убити, імітуючи самогубство. Згодом від імені французької розвідки він проникає в середовище анархістів, сприяє арешту групи змовників, очолюваної італійцем Ґавіалі, які готували атентат на імператора.
Сімоніні хоче якнайвигідніше продати свій фальсифікат про євреїв, принагідно додаючи до нього елементи, запозичені з інших творів і дещо змінені. Налагоджує контакт з прусською таємною службою, знайомиться з письменником Herrmann Ottomar Friedrich Goedsche, який, в свою чергу, присвоює тему «твору» Сімоніні і використовує в своєму романі «Biarritz». З початком Французько-прусської війни відбувається падіння Другої імперії Наполеона III і Сімоніні виявляється втягнутим у страшні дні Паризької комуни. Миттєво вступивши на службу Третій французькій республіці, Сімоніні в наступні роки намагається відновити свої численні контакти (в тому числі з наставником о. Берґамаскі, також зацікавленим в отриманні матеріалу про давніх ворогів Церкви — масонів та євреїв). В той же час фальшування на замовлення допомагає йому збільшити свої доходи, забезпечивши необхідним капіталом. Хоча його спосіб життя залишається дуже скромним і самотнім, позбавленим особистих відносин, але поціновувачем гарної і смачної їжі.
Сімоніні не полишає наміру вигідно продати свій «найкращий твір» — підроблений документ про єврейську змову, спочатку під назвою «Празьке кладовище», а згодом — «Протоколи». У творі використовуються усі можливі антиєврейські стереотипи, щоб спровокувати страх і ненависть всіх соціальних верств — від духовенства (для якого євреї зображені як злі вороги християнства, промоутери вільної думки та масонства) до дрібної буржуазії (євреї зображені як інспіратори соціалістичного та комуністичного руху) та пролетаріату (євреї як лихварі, володарі фінансового та банківського світу і «обдирачі» простого народу).
У своєму щоденнику Сімоніні також згадує про зустріч з абатом Далла Піккола, через якого він передає єзуїтам антиєврейський рукопис. Згодом єзуїти звинуватять того у наданні неоригінального матеріалу, запозиченого з роману «Biarritz» (і виявиться, що роман «Goedsche» був у свою чергу скопійований з «Протоколів» Сімоніні). Як наслідок, єзуїти змушують Goedsche (автора «Біарріц») замовкнути назавжди. Щоб уникнути викриття, Сімоніні вбиває Далла Пікколла і ховає тіло в клоаці власного pied-à-terre.
Але Далла Піккола не зникає зі сторінок твору, він знову і знову з'являється в щоденнику Сімоніні зі своїми розповідями. В ці роки Далла Піккола контактує з такими неоднозначними персонажами як священик-сатаніст Жозеф-Антуан Булон, письменник Лео Таксіль, автор надзвичайно антикатолицьких текстів, з допомогою яких він організовує аферу. Таксіль, колись приналежний до масонів, симулює своє навернення в католицтво і створює серію полемічних творів, що мають величезний комерційний успіх. В цих творах він описує містичні та езотеричні ритуали, які практикуються в різних ложах. Щоб надати більшої вірогідності описам ритуалів, Далла Піккола бере під опіку від Du Maurier, директора психіатричної клініки в Венсен, молоду пацієнтку з таємничим минулим на ім'я Діана. Вона страждає на приступи істерії, під час яких відбувається роздвоєння особистості: перехід від благочестивої, побожної і вельми сором'язливої — до непристойної та провокаційної. Діана в забутті описує фантастичні сатанинські культи і чорні меси, в яких брала участь. Утримуючи дівчину в своїй квартирі, Далла Піккола з Таксіль витягують з неї історії, які використовують в своїх антимасонських публікаціях, дивовижно популярних в католицьких колах. Це сприяє особистій зустрічі Лео Таксіль з папою Левом XIII. Врешті-решт саме Діану, якій було присвоєно прізвище Воґан, представляють як авторку книг: Делла Піккола, Лео Таксіль та Булон вигадують історію про те, що вона була адептом палладіанського культу, розчарувалася в ньому і навернулася до католицької віри. Через деякий час, проте, з'являються перші сумніви з приводу достовірності історії Діани. Доктор Шарль Хек (автор «Le diable au XIX siècle», опублікованого під псевдонімом Bataille), створюють разом з Делла Піккола, Таксіль та Булон ряд публікацій, спрямованих на очорнення масонів. Згодом Таксіль визнав фальсифікацією факт навернення Діани Воґан до католицизму і заявив, що він хотів лиш використати довірливість католиків. І, щоб змусити інших говорити про себе, підготував сенсаційний висновок та залишив групу.
З метою збору інформації про масонів Сімоніні проникає в республіканські кола, щоб увійти в контакт з масонами. У той же час за посередництва Юліани Ґлінки він вступає в контакт з відповідальним працівником таємних російських служб зовнішньої розвідки Петром Рачковським. Починає працювати з Охраною — таємною поліцією царської Росії, яка також зацікавлена в пошуку доказів семітської змови. Між тим Сімоніні стає причетним до відомої справи Дрейфуса, зробивши фальшивий документ, який імітує почерк офіцера Альфреда Дрейфуса, єврея-ельзасця (приписуючи йому шпигунство проти Франції), щоб звинуватити його в зраді і добитися заслання на Острів Диявола.
Увечері 21 березня 1897 року (за день до таємничої амнезії Сімоніні і появи першого запису в його щоденнику), Далла Піккола разом з Діаною беруть участь в чорній месі, яка плавно перетікає в шабаш, очолена Булоном. Під час шабашу жінка перебуваючи під тиском еротичної несамовитості, домагається абата. Наступного ранку Далла Піккола із жахом виявляє, що Діана є єврейкою. Несповна себе від думки, що мав сексуальні стосунки з жінкою, а відтак — що може стати батьком єврейської дитини, вбиває Діану і Булона, ховаючи тіла в каналізацію власного будинку. Ці події стали причиною травми, що призвела до часткової втрати пам'яті Сімоніні, який стер зі своєї пам'яті все те, що трапилось з ним, коли він перебував в особі Далла Піккола. Виявляється, що насправді Сімоніні і Далла Піккола — одна й та ж особа. Через шок, отриманий після досить травматичної події, дві присутні в Сімоніні особистості розкололися і жодна з них не була свідома наявності іншої. Завдяки методу писання у щоденнику, під час якого відновлюються спогади (запропонованому йому молодим і ще невідомим в той момент Зиґмундом Фройдом), Сімоніні реконструює історії двох персонажів, вносячи зміни в події свого життя.
Після перерви у написанні щоденника тривалістю близько року Сімоніні відновлює свої записи. Він і досі пов'язаний з російськими спецслужбами, які продовжують наполягати надати їм «Протоколи», погрожуючи оприлюднити його злочини. Сімоніні боїться, що його ім'я випливе у зв'язку з підробленим ним документом, що інкримінував Дрейфуса, але отримує запевнення Рачковського, що в інтересах Франції повірити в автентичність документу. Сімононі нарешті завершує твір і передає його агенту Матвєю Ґоловінському, не підозрюючи наскільки зловісний вплив матиме його твір на XX століття.
Останній запис у щоденнику датований груднем 1898 року. Роман закінчується описом підготовки замаху в паризькому метро, де Сімоніні повинен закласти бомбу, виготовлену Ґавіалі. Тут записи в його щоденнику різко припиняються, що дає підставу думати, що ця операція виявилась для Сімоніні фатальною.